# 1304 w literaturze
Wydarzenia literackie w 1304 roku.

## Urodzili się
- Francesco Petrarca, włoski poeta (zm. 1374)